# 8824 Genta
A 8824 Genta (ideiglenes jelöléssel 1988 BH) a Naprendszer kisbolygóövében található aszteroida. M. Matsuyama és Vatanabe Kazuró fedezte fel 1988. január 18-án.